# I Walk the Line (singolo Johnny Cash)
I Walk the Line è una canzone scritta ed interpretata da Johnny Cash e registrata nel 1956. 
La canzone è considerata un classico di Johnny Cash ed una delle migliori canzoni di musica country di sempre.
Nel 2003, la rivista Rolling Stone ha posizionato il brano alla trentesima posizione della Classifica delle 500 migliori canzoni della storia della musica.

## Tematiche e struttura
Because you're mine / I walk the line»
Dato che sei mia/ rigo dritto»
(Johnny Cash, I Walk the Line)
Il brano, composto da cinque strofe, è una dichiarazione autobiografica dell'amore di Cash per la sua moglie Vivian Distin. Al termine di ogni strofa viene ripetuta l'espressione: "Beacause you're mine, I walk the line", che si può tradurre in italiano come: "Dato che sei mia, rigo dritto".
Il brano contiene tre cambi di tonalità, che rendono difficile l'esecuzione e che creano un contrasto con il testo del brano, apparentemente molto comprensibile.

## Produzione
Fu prodotta da Sam Phillips e registrata presso i Sun Studio il 2 aprile 1956, venendo pubblicata su disco singolo il successivo primo maggio. 
Durante la propria carriera Cash registrò nuovamente il brano altre tre volte: la prima nel 1964 per l'album I Walk the Line, la seconda nel 1971 per la colonna sonora di Un uomo senza scampo e infine nel 1988 per un album di greatest hits.

## Accoglienza
Fu il primo brano di Cash a raggiungere la prima posizione nelle classifiche country, rimanendovi per sei settimane. Durante l'estate raggiunse anche la posizione numero 17 della Billboard Hot 100.

## Cover
- Il genero di Cash, il cantautore Rodney Crowell adattò il brano in I Walk the Line (Revisited), che registrò in duetto con Cash e che incise nell'album del 2001 The Houston Kid.
- Il brano è stato interpretato dal gruppo Live nel 2004
- il cantante George Jones ne ha realizzato una versione
- il gruppo indie Murder by Death ne ha registrato una verminose
- la cantante statunitense Halsey ha reinterpretato la canzone inserendone una versione nel suo album Badlands.

## Utilizzo
Nel 2006 la Levi Strauss & Co. ha prodotto tre campagne pubblicitarie utilizzando il brano.

## Colonne sonore
Il film del 1970 Un uomo senza scampo (in originale I Walk the Line) con protagonista Gregory Peck, utilizzava questa canzone insieme ad altre di Johnny Cash nella propria colonna sonora. Nel 2005 fu prodotto un film biografico sulla vita del cantante, intitolato Walk the Line - Quando l'amore brucia l'anima con protagonista Joaquin Phoenix e diretto da James Mangold.